# Чарінг-кросс

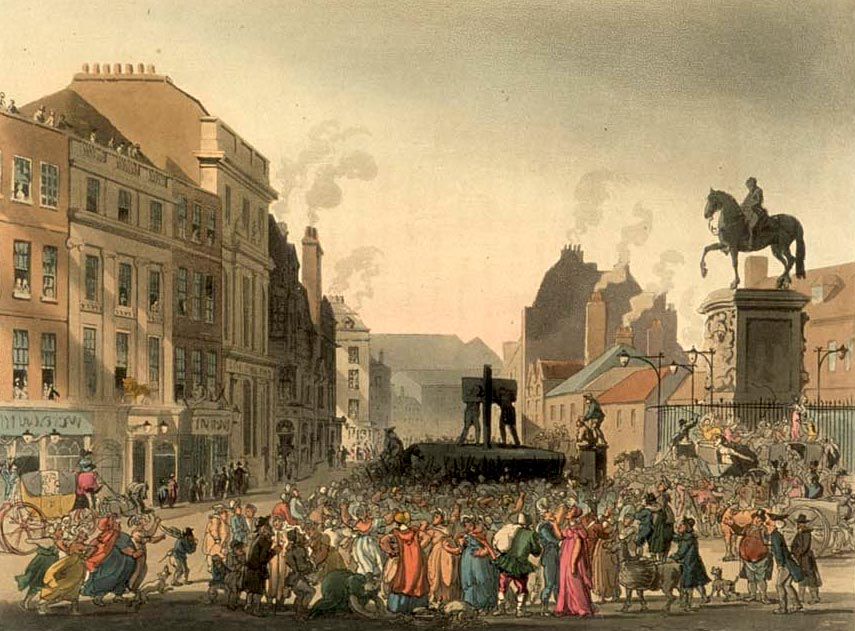
Замальовка Чарінг-крос на початку XIX століття.

Чарінг-кросс (англ. Charing Cross) — перехрестя головних вулиць Вестмінстера — Вайтголла, Стренда і Пел-Мел (точніше, Кокспур-стріт) з південної сторони Трафальгарської площі. Це місце вважається географічним центром Лондона і звідси відраховують відстані до інших об'єктів міської інфраструктури (раніше цю роль виконували Лондонський камінь і Сент-Мері-ле-Боу).
Назва походить від уклінного хреста, який Едуард I велів встановити тут, біля села Чарінг, у пам'ять про свою дружину Елеонору Кастильську. Цей хрест, як і ще одинадцять, позначав місця, де зупинялася процесія з її тілом при транспортуванні в Вестмінстерське абатство.
З Чарінг-кросс пов'язані важливі події Англійської революції. В 1647 році парламентським декретом було постановлено хрест Елеонори знести, а після відновлення монархії на його місці стратили королевбивць. З 1675 року на місці хреста височіє кінний пам'ятник страченому Карлу I. Поруч із ним був установлений ганебний стовп, де прилюдно сікли злочинців.
У вікторіанську добу через зведення трохи східніше, між Стрендом і Темзою, грандіозного вокзального комплексу Чарінг-кросс перед його фасадом у пишних формах неоготики був відтворений Чарінзький хрест королеви Елеонори.

## Транспорт
На схід від перехрестя Чарінг-кросс знаходиться залізнична станція Чарінг-кросс, що розташована на Стренді. На іншому березі річки, куди прокладено мости, є станції Ватерлоо-Іст і Ватерлоо.
Найближчі лондонські станції метро — Чарінг-кросс та Ембанкмент.